# Reprezentacja Izraela w piłce siatkowej kobiet
Reprezentacja Izraela w piłce siatkowej kobiet – narodowa reprezentacja tego kraju, reprezentująca go na arenie międzynarodowej.

## Udział w imprezach międzynarodowych

### Mistrzostwa Świata
| Rok  | Kraj           | Miejsce      |
| ---- | -------------- | ------------ |
| 1952 | ZSRR           | brak udziału |
| 1956 | Francja        | 14. miejsce  |
| 1960 | Brazylia       | brak udziału |
| 1962 | ZSRR           | brak udziału |
| 1967 | Japonia        | brak udziału |
| 1970 | Bułgaria       | brak udziału |
| 1974 | Meksyk         | brak udziału |
| 1978 | ZSRR           | brak udziału |
| 1982 | Peru           | brak udziału |
| 1986 | Czechosłowacja | brak udziału |
| 1990 | Chiny          | brak udziału |
| 1994 | Brazylia       | brak udziału |
| 1998 | Japonia        | brak udziału |
| 2002 | Niemcy         | brak udziału |
| 2006 | Japonia        | brak udziału |
| 2010 | Japonia        | brak udziału |
| 2014 | Włochy         | ?            |

### Mistrzostwa Europy
| Rok  | Kraj               | Miejsce      |
| ---- | ------------------ | ------------ |
| 1949 | Czechosłowacja     | brak udziału |
| 1950 | Bułgaria           | brak udziału |
| 1951 | Francja            | brak udziału |
| 1955 | Rumunia            | brak udziału |
| 1958 | Czechosłowacja     | brak udziału |
| 1963 | Rumunia            | brak udziału |
| 1967 | Turcja             | 8. miejsce   |
| 1971 | Włochy             | 11. miejsce  |
| 1975 | Jugosławia         | brak udziału |
| 1977 | Finlandia          | brak udziału |
| 1979 | Francja            | brak udziału |
| 1981 | Bułgaria           | brak udziału |
| 1983 | NRD                | brak udziału |
| 1985 | Holandia           | brak udziału |
| 1987 | Belgia             | brak udziału |
| 1989 | Niemcy             | brak udziału |
| 1991 | Włochy             | brak udziału |
| 1993 | Czechy             | brak udziału |
| 1995 | Holandia           | brak udziału |
| 1997 | Czechy             | brak udziału |
| 1999 | Włochy             | brak udziału |
| 2001 | Bułgaria           | brak udziału |
| 2003 | Turcja             | brak udziału |
| 2005 | Chorwacja          | brak udziału |
| 2007 | Belgia/ Luksemburg | brak udziału |
| 2009 | Polska             | brak udziału |
| 2011 | Serbia/ Włochy     | 16. miejsce  |
| 2013 | Niemcy/ Szwajcaria | ?            |

### Liga Europejska
| Rok  | Miasto       | Miejsce      |
| ---- | ------------ | ------------ |
| 2009 | Kayseri      | brak udziału |
| 2010 | Ankara       | 4. miejsce   |
| 2011 | Stambuł      | 10. miejsce  |
| 2012 | Karlowe Wary | 9. miejsce   |